# Gaspar Reynés i Quintana
Gaspar Reynés i Quintana (Palma, 5 d'abril de 1908 - Palma 26 d'octubre de 1983) fou un periodista mallorquí que va dirigir els diaris La Almudaina i Diario de Mallorca.
Gaspar Reynés era fill de l'arquitecte Guillem Reynés i Font i net del mestre d'obres Gaspar Reynés i Coll. La seva mare, Aina Quintana, era germana del polític regionalista Antoni Quintana i Garau. Es va llicenciar en dret per la Universitat de Barcelona l'any 1929. Afiliat al Partit Regionalista, el 1936 signà el manifest "Resposta als catalans".
Mobilitzat el Juliol de 1936, defensà encausats en consells de guerra, com ara Guillermo Roldán de la Fuente, cap de la policia republicana, processat juntament amb el Governador Civil, Antonio Espina García i al militant d'UGT Joan Baldú i Pascual, afusellat juntament amb el capellà Jeroni Alomar i Poquet, per qui intentà intercedir. També, pel fet de ser jurista, fou designat membre del Tribunal Regional de Responsabilitats Polítiques, càrrec que exercí set mesos, fins que es va llicenciar. Va participar activament en la vida cultural mallorquina des de diverses entitats a les quals va pertànyer: la Societat Arqueològica Lul·liana, la Real Sociedad Económica de Amigos del Pais, Amigos de los Castillos i l'Obra Cultural Balear. Fou vocal de la Comissió de Protecció del Patrimoni Històric-Artístic de Palma.
Es va afeccionar al periodisme l'any 1934, dirigint el bolletí de la Congregació Mariana de la qual fou President. L'any 1938 va entrar a la redacció de La Almudaina, diari propietat de Jeroni Amengual Oliver padrí de fonts de la seva futura esposa, al que va substituir com a director a la seva mort, l'any 1946. Quan el 1953 es varen fusionar els diaris Correo de Mallorca i La Almudaina, per a crear el Diario de Mallorca, ocupà el càrrec de sots-director, entre el 1953 i el 1967. A partir del Setembre d'aquest darrer any passà a dirigir el Diario de Mallorca, fins a l'abril de 1972, en què es va incorporar al Consell d'Administració d'Editora Balear. Com a periodista i com a director va impulsar de manera notable el coneixement de la història, la cultura, la llengua i el patrimoni de les Illes.